# 张闳
张闳（1962年6月—），中国文学批评家，江西都昌人。

## 生平
1981年毕业于九江医学专科学校，1989年进入华东师范大学，获文艺学硕士、文学博士学位。1995年起任教于上海师范大学，2005年起任教于同济大学。后成为同济大学文化批评研究所所长。他主攻美学文化批评，也从事城市文化研究和艺术批评，常常使用符号学理论来分析当下的文学和文化。著有《内部的风景》《声音的诗学》《文化街垒》《黑暗中的声音——鲁迅<野草>的诗学及精神密码》《感官王国——先锋小说叙事艺术研究》《乌托邦文学狂欢——文革文学史》《钟摆，或卡夫卡》《欲望号街车——流行文化符号批判》《言词喧嚣的时刻》等著作。